# 賽馬會「樂天心澄」靜觀校園文化行動
賽馬會「樂天心澄」靜觀校園文化行動（英語：Jockey Club “Peace and Awareness” Mindfulness Culture in School Initiative；簡稱：賽馬會「樂天心澄」）由香港大學社會科學學院於2019年獲香港賽馬會慈善信託基金撥款成立，旨在香港校園推廣靜觀文化。計劃原爲期三年半（2019年中至2022年底），並於2022年再獲香港賽馬會慈善信託基金撥款贊助開展第二階段至2025年底。
計劃通過向中小學及特殊學校的教育工作者（包括老師、學校輔導人員等）提供靜觀課程，讓教育工作者體驗靜觀和進行個人修習，繼而接受靜觀導師培訓；完成靜觀導師培訓的教育工作者將靜觀課融入學校社交情緒課程，教導學生以靜觀處理情緒。計劃亦與學校管理層緊密合作，建立可持續的靜觀文化，支援學生、老師及家長練習靜觀。

## 計劃內容

### 學校靜觀課程
計劃採用由英國慈善組織—「學校靜觀計劃」（Mindfulness in Schools Project, MiSP）研發的靜觀課程，包括Paws b、.b 和 .b基礎靜觀課程（ .b foundations）。計劃團隊與MiSP合作將課程教材翻譯為中文，並作出調適以配合華人的文化。

### 學生靜觀課程
Paws b 和 .b 是學生靜觀課程，前者是一個為兒童（7至11歲）而設的12節課程，而後者是一個為青少年（11至18歲）而設的10節課程。課程透過圖像、影片及活動，將靜觀融入生活，同時保留傳統靜觀教學的專業性和完整性。

### 成人靜觀課程
.b基礎靜觀課程（ .b foundations）是一個為期八週的訓練，為學校社群中有興趣學習基礎靜觀的教師、學校輔導人員和家長而設。

### 訓練導師模式 (Train-the-trainer)
計劃利用學校現有的資源，並採納「訓練導師模式」以確保可持續性。計劃每年舉辦靜觀導師培訓，完成培訓的教師可以向學生教授 Paws b 或 .b課程。完成培訓的輔導人員（例如教育心理學家、社工和學生輔導員）除了可以向學生教授 Paws b 或 .b課程外，更可以進一步向教師和家長教授.b基礎靜觀課程。

## 計劃團隊
計劃總監：林瑞芳教授，香港大學社會科學學院名譽教授
首席研究員：沈嘉敏教授，香港大學心理學系副教授及教育心理學社會科學碩士總監
顧問：馬淑華博士，臨床心理學家
諮詢委員會成員：鄒楊金鳳女士、麥志強博士、謝淑賢女士

## 學校合作
賽馬會「樂天心澄」與9間位處香港不同地區、擁有不同傳統和宗教背景的「種子學校」合作，支援他們發展靜觀文化。這9間學校包括3間小學、3間中學及3間群育學校。他們為附近地區的其他27間協同學校和37間聯繫學校提供支援。

### 第一階段（按英文名首字母排序）
| 種子學校                       |
| 香海正覺蓮社佛教陳式宏學校     |
| 香港道教聯合會純陽小學         |
| 聖公會基福小學                 |
| 香港四邑商工總會黃棣珊紀念中學 |
| 保良局姚連生中學               |
| 聖馬可中學                     |
| 明愛樂恩學校                   |
| 香港青少年培育會陳南昌紀念學校 |
| 東灣莫羅瑞華學校               |

| 協同學校                     |
| 佛教覺光法師中學             |
| 佛教茂峰法師紀念中學         |
| 佛教黃焯菴小學               |
| 青山天主教小學               |
| 天主教總堂區學校             |
| 青松侯寶垣小學               |
| 彩雲聖若瑟小學               |
| 中華傳道會許大同學校         |
| 基督教香港信義會葵盛信義學校 |
| 風采中學                     |
| 鳳溪第一中學                 |
| 香海正覺蓮社佛教正覺中學     |
| 港大同學會小學               |
| 香港紅十字會甘迺迪中心       |
| 閩僑小學                     |
| 瑪利曼中學                   |
| 保良局陳守仁小學             |
| 保良局莊啟程小學             |
| 保良局胡忠中學               |
| 天主教博智小學               |
| 寶血會思源學校               |
| 聖公會田灣始南小學           |
| 沙田循道衛理中學             |
| 大角嘴天主教小學             |
| 東華三院鄧肇堅小學           |
| 東華三院高可寧紀念小學       |
| 東華三院羅裕積小學           |

| 聯繫學校                         |
| 佛教陳榮根紀念學校               |
| 佛教榮茵學校                     |
| 明愛粉嶺陳震夏中學               |
| 明愛培立學校                     |
| 明愛屯門馬登基金中學             |
| 明愛胡振中中學                   |
| 中華基督教會基慧小學             |
| 中聖書院                         |
| 啓思小學                         |
| 鮮魚行學校                       |
| 香海正覺蓮社佛教梁植偉中學       |
| 香港浸會大學附屬學校王錦輝中小學 |
| 香港紅十字會瑪嘉烈戴麟趾學校     |
| 九龍工業學校                     |
| 嶺南大學香港同學會小學           |
| 民生書院小學                     |
| 八鄉中心小學                     |
| 保良局馬錦明中學                 |
| 保良局李城璧中學                 |
| 寶血女子中學                     |
| 秀明小學                         |
| 聖公會聖多馬小學                 |
| 聖公會天水圍靈愛小學             |
| 聖伯多祿中學                     |
| 聖瑪加利男女英文中小學           |
| 聖公會仁立紀念小學               |
| 東涌天主教學校                   |
| 東華三院周演森小學               |
| 仁濟醫院陳耀星小學               |
| 仁濟醫院蔡衍濤小學               |
| 仁愛堂田家炳中學                 |
| 油蔴地天主教小學（海泓道）       |
| 元朗公立中學校友會鄧兆棠中學     |
| 博愛醫院八十週年鄧英喜中學       |
| 新會商會中學                     |
| 東華三院黃士心小學               |
| 中華基督教會基灣小學             |

### 第二階段（按英文名首字母排序）
| 資源學校                       |
| 香海正覺蓮社佛教陳式宏學校     |
| 香港青少年培育會陳南昌紀念學校 |
| 香港四邑商工總會黃棣珊紀念中學 |
| 香港道教聯合會純陽小學         |
| 閩僑小學                       |
| 保良局姚連生中學               |
| 聖公會基福小學                 |
| 聖馬可中學                     |
| 東灣莫羅瑞華學校               |

| 協同學校（2022至2023年）   |
| 佛教陳榮根紀念學校         |
| 佛教榮茵學校               |
| 明愛培立學校               |
| 香海正覺蓮社佛教梁植偉中學 |
| 香港兆基創意書院           |
| 九龍工業學校               |
| 獅子會何德心小學           |
| 聖公會天水圍靈愛小學       |
| 慈幼葉漢千禧小學           |
| 三水同鄉會禤景榮學校       |
| 聖伯多祿中學               |
| 將軍澳官立中學             |
| 東華三院蔡榮星小學         |
| 仁愛堂田家炳中學           |
| 油麻地天主教小學（海泓道） |
| 元朗寶覺小學               |

| 協同學校（2023至2024年） |
| 中聖書院                 |
| 中華基督教青年會小學     |
| 香港中國婦女會中學       |
| 香港學生輔助會小學       |
| 藍田循道衞理小學         |
| 樂善堂顧超文中學         |
| 天主教伍華小學           |
| 八鄉中心小學             |

## 成果效益
賽馬會「樂天心澄」於2021年於學術期刊Mindfulness發表研究報告，以隨機對照試驗評估成人靜觀課程對教育工作者的效用。
研究團隊在課程前後以問卷方式取量度參加者的壓力水平、正面和負面情緒、情緒管理、生活滿意度和整體健康狀況。結果顯示，參與課程的教育工作者在整體健康狀況、睡眠質素、壓力水平、正面和負面情緒、生活滿意度和情緒管理上均有中等至較大程度的顯著改善；課程效用在兩個月後的測試中持續。研究亦發現八週靜觀課程對參加課程前身心健康較差的教育工作者幫助較大。八週靜觀課程能亦顯著改善他們的靜觀教學水平 ——讓他們能以靜觀的態度來教導學生，以接納、開放和敏銳的心來照顧學生的需要。

## 共享資源

### 公眾教育活動
賽馬會「樂天心澄」定期舉辦各式公眾教育活動予公眾參加，如靜觀星期一、靜夜共修、靜觀退修營等。
計劃於2022年5月舉辦了三周年成果分享會，讓種子學校向教育界同工分享在學校推行靜觀的經驗和心得，並將種子學校的分享影片放於計劃網站。
在2022年6月，賽馬會「樂天心澄」舉辦了家長靜觀日，內容包括家長講座和靜觀工作坊，讓學童與家長一同體驗靜觀。

### 資源套
賽馬會「樂天心澄」於計劃網站免費提供不同的靜觀資源套，分別予公眾、學生和受過靜觀訓練的教育工作者使用。如因應2019冠狀病毒疫情設計的《「疫」境中的靜觀空間》資源套，內容包括不同長度的聲檔帶領使用者進行靜觀練習。

### 手機應用程式
賽馬會「樂天心澄」於2021年推出「樂天心澄」手機應用程式，功能包括靜觀練習聲檔、練習計時器、影片和有關靜觀的資訊等。

### 社交媒體
賽馬會「樂天心澄」透過社交媒體如Facebook專頁和Instagram，定期發佈靜觀帖文，內容包括靜觀觀念、科學研究、靜觀修習的介紹和由教育心理學家撰寫的專欄等。計劃於2020年建立了Youtube頻道，以影片和動畫提供靜觀資訊。

## 外部連結
- 官方网站
- 賽馬會「樂天心澄」靜觀校園文化行動的Facebook專頁
- 賽馬會「樂天心澄」靜觀校園文化行動的Instagram帳戶
- YouTube上的賽馬會「樂天心澄」靜觀校園文化行動頻道